# Francesc Ferran d'Ávalos

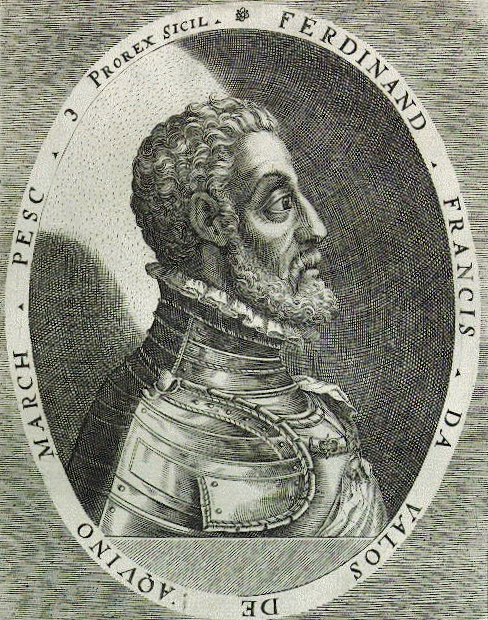
Fernando Francesco D'Ávalos.

 Francesc Ferran d'Ávalos , marquès de Pescara (Nàpols, 1489 - Milà, 4 de novembre de 1525), militar napolità d'orígens espanyols.

## Biografia
General de les tropes hispano-imperials de Carles V del Sacre Imperi Romanogermànic durant les Guerres d'Itàlia. A 1512, a la Batalla de Ravenna va ser fet presoner pels francesos, però se'l va deixar lliure al final de la guerra de la Lliga de Cambrai. Va ser comandant en cap dels exèrcits de l'emperador Carles V durant les Guerres d'Itàlia i va derrotar els exèrcits de Francesc I de França en les batalles de Bicocca i de Pavia.
Rodrigo (Ruy) López d'Ávalos, el seu besavi, va ser un noble de Toledo, que va prendre part activa en les guerres de Regne de Castella durant el regnat de Joan II, i havia estat enviat a l'exili, i va morir a València. El seu fill Enyego d'Àvalos va entrar al servei del rei de Regne d'Aragó i de Nàpols, Alfons el Magnànim, va seguir el seu senyor a Itàlia, on va es casar amb una dama de la família dels Aquino, amb el que es va crear el marquesat de Pescara. El seu fill Alfons es va casar amb una dama de la branca siciliana dels Cardona, i quan va ser traïdorament assassinat durant la invasió francesa del Regne de Nàpols, Francesc Ferran era tan sols un gentilhome.
Quan tenia 6 anys, va ser promès a Vittoria Colonna, filla del Condotiero Fabrizio Colonna, i el matrimoni es va celebrar el 27 de desembre de 1509 a Ischia. La seva condició de noble per part d'Aragó i Nàpols li va proporcionar el suport de Ferran el Catòlic. El 1512 va dirigir un cos de cavalleria lleugera a la Batalla de Ravenna, on va ser ferit i fet presoner pels francesos. Gràcies a la intervenció d'un dels més destacats generals francesos, l'italià Gian Giacomo Trivulzio, que havia pres part a concertar el seu matrimoni, va poder ser alliberat després del pagament d'un rescat de 6.000 ducats.
Ferran d'Àvalos manava la infanteria a la batalla de La Motta, el 7 d'octubre de 1513, contra la República de Venècia. Des d'aquesta batalla fins a la batalla de Bicocca, D'Àvalos va estar sempre al servei dels espanyols en tot el que fes falta, sent company sota el servei de Prospero Colonna.
Després de la batalla a Bicocca, Colonna va ser nomenat comandant en cap per l'emperador Carles V. D'Àvalos es va sentir en desacord i va marxar cap a Valladolid a demanar explicacions per aquest fet. Carles va persuadir D'Àvalos, durant diverses entrevistes, que Colonna era superior a ell. No obstant això va fer amistat amb l'emperador, fet que sumat a la seva ascendència espanyola, va propiciar que en les següents campanyes fos ell el comandant en cap de les tropes imperials.
Quan Francesc I va envair Itàlia, D'Àvalos va ser l'encarregat per part de l'emperador de repel·lir la invasió. Les dificultats en la seva posició van ser molt grans, ja que la tropa no percebia el seu sou. La tenacitat, paciència i tacte D'Àvalos el va fer triomfar en contra de tots els obstacles. La seva influència sobre les veteranes tropes imperials es va fer notar en el setge de Pavia i la posterior batalla. El gener del 1525 va prendre el lloc avançat francès de Sant Angelo, de manera que tallava la línia de comunicacions entre Milà i Pavia.
El 24 de febrer del 1525, va derrotar i va prendre com a presoner al rei francès Francesc I en un brillant atac a la Batalla de Pavia. L'atac D'Àvalos va ser de notable audàcia: va envoltar la potent cavalleria francesa amb un cos d'exèrcit d'arcabussers i cavalleria lleugera, aconseguint destruir els francesos. Mentrestant, Lannoy i els altres capitans imperials també aconseguien derrotar els francesos en el camp de batalla.
Girolamo Morone, secretari del duc de Milà, creient que D'Àvalos havia estat menyspreat per l'emperador Carles, va convidar el Condotiero que s'unís a una trama per expulsar els espanyols, francesos i alemanys d'Itàlia, prometent-li un tron. Però D'Àvalos va ser lleial a l'emperador i va revelar aquesta conspiració a Carles V, i Morone va ser capturat. Poc després d'aquest succés, a causa de les ferides rebudes, va morir a Milà el 4 de novembre del 1525. No va deixar descendents i el seu títol va passar al seu cosí Alfonso de Ávalos, marquès del Vasto, també distingit general imperial.